# Šater plazivý
Šater plazivý (Gypsophila repens) je rostlina, vytrvalá bylina, z čeledi hvozdíkovité (Caryophyllaceae). Rostlina je původní v Evropě, na skalnatých místech a je často pěstovaná jako okrasná rostlina.

## Synonyma
Pro druh Gypsophila repens je používáno také synonymum Gypsophila repens var. rosea hort.

## Výskyt
Je původní v horách střední a jižní Evropy, kde roste na suchých, vápencových svazích v pásmu od 1300 do 3000 m n. m. Latinský název Gypsophila znamená volně přeloženo „milující křídu (vápenec)“. 

## Popis
Šater plazivý je převisající nebo plazivá bylina, trvalka, roste asi do výšky 20 cm, a šířky 30–50 cm. Kvete od června do září, květy, které mohou být bílé, fialové nebo světle fialové, květenství je vidlan. Listy jsou šedozelené vstřícné, čárkovitě kopinaté.

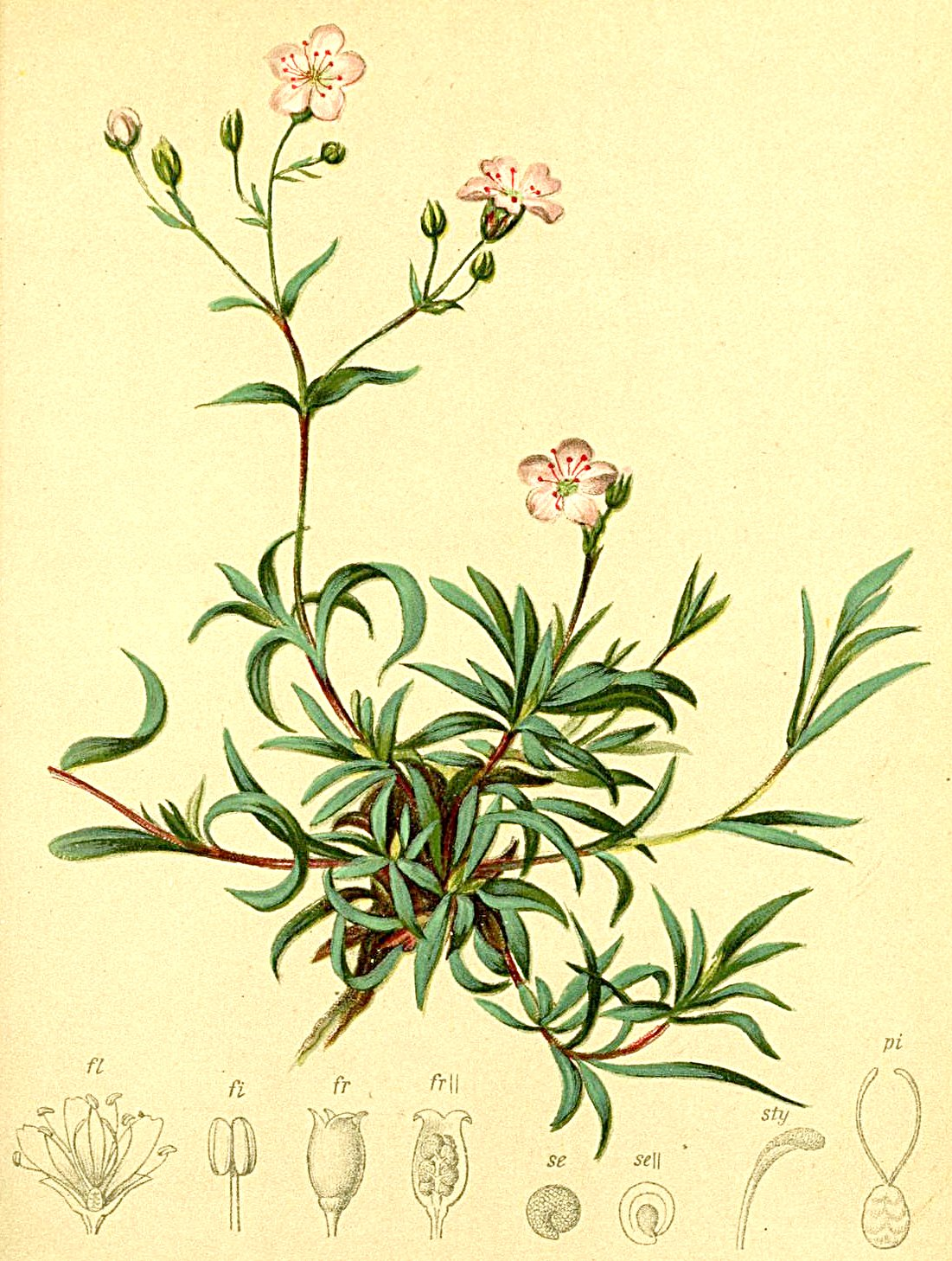
Šater plazivý (Gypsophila repens)

## Použití
Druh je často pěstován ve skalkách nebo v suchých zídkách. Stejně jako šater latnatý (Gypsophila paniculata) je rostlina také používána jako řezaná květina při aranžování květin.

## Pěstování
Je považována za atraktivní skalničku i pro začínající skalničkáře, což je dáno její přizpůsobivostí. Snese i sucho, pokud je již zakořenělá. Vyžaduje slunečné polohy, snese ale i polostín. Preferuje propustné hlinitopísčité půdy s obsahem vápníku, ale snese i mírně kyselou. Jsou pěstovány odlišně barevně kvetoucí kultivary.

## Množení
V zahradnické praxi se množí dělením v říjnu. V květnu až červnu lze množit řízky.